# Sophie (cómic)
Sophie es una serie de cómic belga escrita y dibujada por Vicq y Jidéhem. Publicada en la revista Le Journal de Spirou desde 1965 hasta 1994, aborda las aventuras de una niña del mismo nombre, hija de un inventor.

## Argumento
Sophie es la hija del técnico e inventor Karamazout, con quien vive en una tranquila villa en compañía de su mayordomo Joseph. Sophie tiene por amigos a Starter, Pipette y Bernard, dos de los cuales trabajan como mecánicos, y además a Zoé, el coche de Pipette, que es un ser inteligente. Muchas de las historias de la serie consisten en que hay criminales o enemigos del padre de Sophie que tratan de robarle los inventos.

## Producción
Sophie era originalmente un personaje secundario de Starter, una tira cómica sobre automóviles que publicaba Jidéhem en Spirou desde 1957 tras reemplazar a su creador: André Franquin. Introducida en 1964, su nombre provenía de la hija de Jidéhem, y era la compañera de un joven mecánico llamado Starter. Cuando empezó a tener más aceptación entre el público Sophie que el protagonista, Jidéhem decidió darle su propia serie, con Starter haciendo de secundario a su vez. Fue la primera historieta de Spirou con protagonista femenina. El autor dibujó Starter y Sophie a la vez durante muchos años; en 1978, dejó el primero; el segundo duró hasta 1994.

## Personajes
- Sophie Karamazout - Es una niña linda, criada por su padre, el Sr. Karamazout, con los ingredientes "azúcar, especias y todo lo bueno". Sophie lleva dos coletas, cogidas con lazo. Es una chica femenina que tiene la elegancia y la belleza de una mujer joven. Tiene un vasto vestuario con ropa muy femenina. A diferencia de muchos personajes de dibujos animados (incluidas las mujeres), Sophie no presenta siempre el mismo atuendo, sino que disfruta de una gran variedad de ellos. Faldas, zapatos de charol, pantalones de flores, un vestido ancho de manga, pantalones blancos, medias ajustadas blancas y un par de zapatos negros muy brillantes. Como hija de un ingeniero eléctrico, no solo es inteligente, sino también encantadora. A menudo usa su encanto femenino para convencer a los hombres de su derecho o para imponer su voluntad. Sin embargo, nunca lo hace para beneficiarse de ello. Después de todo, Sophie odia la injusticia y siempre quiere ayudar a los necesitados. Tampoco le gusta la violencia, y alienta a otros a encontrar soluciones pacíficas; y no siempre es fácil, porque vive en un mundo de hombres, y sin madre ni compañeros de juegos.
- Sr. Karamazout - Es el padre de Sophie, del que no sedice el nombre de pila pero sí que es ingeniero eléctrico de profesión. Tiene el pelo rubio y lleva gafas. Vive con su hija y con el mayordomo, Joseph, en una villa de un barrio tranquilo de las afueras de la ciudad, y así puede concentrarse en sus inventos, a menudo encargados por una empresa importante. A veces soicita la ayuda de Starter y Pipette. Sus inventos más famosos son el huevo, la campana del silencio y el rayo KA. Le gusta fumar en pipa. Los inventos del Sr. Karamazout pueden ser presa de bandidos codiciosos.
- Joseph - Es el mayordomo de Sophie y su padre, y vive con ellos, además de hacer la comida, mantener la casa y llevarlos en coche. Nunca tiene un rol principal, porque no tiene espíritu aventurero.
- Starter[5] - Tiene cabello oscuro y suele llevar una camisa azul claro, pantalones celestes y zapatos blancos. Es mecánico de profesión, y trabaja probando vehículos de motor, así que a veces el Sr. Karamazout le pide ayuda. Al igual que Sophie, Starter anda siempre luchando contra la injusticia y los delincuentes. Sus excelentes habilidades de conducción son muy útiles en las aventuras.
- Pipette - Pipette es el mejor amigo de Starter, y vive con él. También trabaja probando vehículos de motor, pero de dos ruedas. Pipette es en realidad lo contrario de Starter. En lo que Starter sea bastante tranquilo y reflexivo, Pipette será impetuoso y torpe, y es bastante irascible, especialmente si se burlan de él, lo que le ocurre sobre todo con Sophie. Pero siempre está dispuesto a ayudar a los necesitados. Es un buen hombre al que le gusta comer bien y tomar una copa. También es el orgulloso propietario de "Zoé". Pipette generalmente se viste con una camisa verde y pantalones marrones. A veces Sophie lo llama cariñosamente "Tío Pipeta". Al igual que ocurre con el de Starter, nunca se dice su apellido.
- Bernard (en episodios antiguos, Harrietje) - Es el mejor amigo de Sophie, y es uno o dos años más joven. Suele intervenir en las aventuras más cortas de Sophie. Es un poco asustadizo, y evita situaciones desagradables. Cuando se encuentra en una posición difícil, pide ayuda a Sophie. Grita muy fuerte, y a menudo lo comparan con una sirena. A pesar de sus defectos, Sophie sigue siendo su fiel amiga.
- Zoé - Zoé es un automóvil muy oscuro, y tiene su propia voluntad. Tiene un cerebro electrónico que le puso su creador: el Sr. Buis. Zoé quiere gasolina del tipo "Super". Sin que se sepa por qué, tiene algo contra el agente Dorus.[6]

## Álbumes
- L' Oeuf de Karamazout (1968)
- La Bulle de Silence (1968)
- Les Bonheurs de Sophie (primera serie) (1969)
- Qui fait peur à Zoè? (1970)
- Sophie et le Rayon Kâ (1971)
- La Maison d'en face (1972)
- Sophie et le Cube qui parle (1972)
- Les Bonheurs de Sophie (segunda serie) (1973)
- La Tiare de Matlotl Halatomal (1974)
- Sophie et le Douanier Rousseau (1976)
- Cette Sacrée Sophie (1977)
- Les Quatre Saisons (1978)
- Sophie et l'Inspecteur Céleste (1979)
- Sophie et Donald Mac Donald (1980)
- Rétro Sophie (1981)
- Sophie et Cie (1984)
- Don Giovanni (1990)
- L'Odyssée du U 522 (1991)
- Le Tombeau des Glyphes (1995)